# Igor Arrieta
Igor Arrieta Lizarraga (født 8. december 2002 i Uharte Arakil) er en cykelrytter fra Spanien, der er på kontrakt hos UAE Team Emirates XRG.